# Постукайте в будь-які двері
Постукайте в будь-які двері (англ. Knock on Any Door) — драма 1949 року, знята за однойменним твором Віларда Мотлі 1947 року.

## Сюжет
Нік Романо (актор Джон Дерек) — гайдабура, який живе в кварталі для босоти. Його звинувачують у вбивстві поліціянта, і за це молодій людині загрожує смертна кара. Єдиний, хто погоджується йому допомогти, — адвокат Ендрю Мортон (Гамфрі Богарт), який у юності сам пережив подібну ситуацію. Чи зможе він переконати суд, що Нік не природжений убивця, а всього лише жертва обставин?

## Цікавий факт
Частина приказки Ніка Романо «Живи швидко, помри молодим, залиш красивий труп» перетворилася на гасло панк-рок-культури «Живи швидко, помри молодим».